# Joshua Wolfe
Pour les articles homonymes, voir Wolfe.
Joshua Wolfe (?, 1983) est un photographe canadien de paysages.

## Récompenses
- 2009 : prix Ansel-Adams.

## Livres
- Climate Change: Picturing the Science, avec Gavin Schmidt, 2009, (ASIN B01K0UFAMW)